# Прем'єр-міністр Бахрейну
У Бахрейні прем'єр-міністр є главою уряду країни. Відповідно до конституції Бахрейну, прем'єр-міністр призначається безпосередньо королем, і його призначення не потребує ухвалення Палати депутатів.
З моменту набуття незалежності до 2020 року Бахрейн мав лише одного прем’єр-міністра — Халіфу ібн Салмана аль-Халіфу, дядька нинішнього короля. Після його смерті посаду обійняв спадкоємний принц Салман ібн Хамад аль-Халіфа.

## Список прем'єр-міністрів Бахрейну
- Шейх Халіфа ібн Салман аль-Халіфа (19 січня 1970 — 2020)
- Салман ібн Хамад ібн Іса Аль Халіфа (2020 — )